# Trichoferus
Trichoferus is een kevergeslacht uit de familie van de boktorren (Cerambycidae). De wetenschappelijke naam van het geslacht werd voor het eerst geldig gepubliceerd in 1854 door Wollaston.

## Soorten
Trichoferus omvat de volgende soorten:
- Trichoferus antonioui Sama, 1994
- Trichoferus arenbergeri Holzschuh, 1995
- Trichoferus berberidis Sama, 1994
- Trichoferus bergeri Holzschuh, 1982
- Trichoferus campestris (Faldermann, 1835)
- Trichoferus cisti Sama, 1987
- Trichoferus cribricollis (Bates, 1878)
- Trichoferus fasciculatus (Faldermann, 1837)
- Trichoferus fissitarsis Sama, Fallahzadeh & Rapuzzi, 2005
- Trichoferus georgioui Sama & Makris, 2001
- Trichoferus griseus (Fabricius, 1793)
- Trichoferus guerryi (Pic, 1915)
- Trichoferus holosericeus (Rossi, 1790)
- Trichoferus ilicis Sama, 1987
- Trichoferus ivoi Kadlec, 2005
- Trichoferus kotschyi Ganglbauer, 1883
- Trichoferus lunatus (Szallies, 1994)
- Trichoferus maculatus Pu, 1991
- Trichoferus magnanii Sama, 1992
- Trichoferus pallidus (Olivier, 1790)
- Trichoferus preissi (Heyden, 1894)
- Trichoferus robustipes Holzschuh, 2003
- Trichoferus samai Kadlec & Rejzek, 2001
- Trichoferus sbordonii Sama, 1982
- Trichoferus semipunctatus Holzschuh, 2003
- Trichoferus spartii (Müller, 1948)